# اورشو
اورشو (Uršu) دولت‌شهری هوری-عموری در جنوب شرقی ترکیهٔ کنونی بوده، به‌احتمال در کرانهٔ شرقی رود فرات و شمال کارکمیش. نگارش نام این دولت‌شهر به صورت‌های اورشوم و وَرسووه (Warsuwa) نیز رواج دارد.
نام این شهر در الواح ابلا به صورت اورسَئوم (Ursa'um) آمده و در کتیبهٔ گودئا و نوشته‌های آشوری هم از آن یاد شده است. یک اِن بر این دولت‌شهر فرمان می‌رانده و اینان هم‌پیمان ابلا بوده‌اند. ختوشیلی یکم پادشاه هیتی‌ها این شهر را در دومین سال پادشاهی‌اش گشود و از آن پس این شهر به امپراتوری هیتی ملحق شد. واپسین گزارش‌ها از وجود این شهر به نوشته‌های اواخر این امپراتوری بازمی‌گردد.